# Gmina Gradiška
Gmina Gradiška (serb. Општина Градишка / Opština Gradiška) – gmina w Bośni i Hercegowinie, w Republice Serbskiej. W 2013 roku liczyła 49 196 mieszkańców.